# Clarence King
Clarence King (Newport, 6 gennaio 1842 – Phoenix, 24 dicembre 1901) è stato un geologo e alpinista statunitense.
Primo direttore dell'United States Geological Survey, dal 1879 al 1881, King fu noto per la sua esplorazione della Sierra Nevada. Era nato a Newport (Rhode Island) e morì di tubercolosi in Arizona dopo solo venti mesi dalla sua nomina.